# Отель мира
«Отель мира» (иер. трад. 和平飯店, упр. 和平饭店, англ. Peace Hotel) — гонконгский боевик 1995 года режиссёра Вай Ка-Фая. Главные роли в фильме исполнили Чоу Юньфат и Сесилия Ип.
Фильм получил семь номинаций на 15-й Гонконгской кинопремии, одержав победу в одной.

## Сюжет
В 1920 году жену Вонг А Пинга убила банда преступником. За это он жестоко отомстил своим обидчикам. После расправы Вонг основал гостиницу под названием «Отель мира» и сделал его убежищем для всех, кто в этом нуждается. Любой из постояльцев может не опасаться за свою жизнь — здесь наложено табу на убийство.
Но вот проходит 10 лет, и в гостинице появляется Шам Сиу Ман, которую преследуют бандиты. Главарю банды плевать на все табу. Он выдвигает ультиматум Вонгу: отдать девушку или они сами заберут её силой.

## В ролях
- Чоу Юньфат — Вонг А Пинг / «Убийца»
- Сесилия Ип — Шам Сиу Ман / Лам Линг
- Жаклин Ву — жена А Пинга
- Чин Хо — Тинг Мун
  - Сон Бун Чжун — Тинг Мун в детстве
- Лау Шун — слепой музыкант
- Аннабель Лау — Скинни
- Ло Фань — работница отеля
- Мэй Кей — слепой музыкант
- Джо Ченг — бандит

## Награды и номинации
| Награды                     | Награды                             | Награды                                                          | Награды   |
| Кинопремия                  | Категория                           | Лауреат / претендент                                             | Результат |
| --------------------------- | ----------------------------------- | ---------------------------------------------------------------- | --------- |
| 15-я Гонконгская кинопремия | Лучшая мужская роль                 | Чоу Юньфат                                                       | Номинация |
| 15-я Гонконгская кинопремия | Лучшая женская роль                 | Сесилия Ип                                                       | Номинация |
| 15-я Гонконгская кинопремия | Лучшая операторская работа          | Вон Вин-Хун                                                      | Номинация |
| 15-я Гонконгская кинопремия | Лучшая работа художника             | Кеннет И, Вэй Минг Яу                                            | Номинация |
| 15-я Гонконгская кинопремия | Лучшая музыка                       | Хилти Пун, Сэйсин Вонг                                           | Номинация |
| 15-я Гонконгская кинопремия | Лучшая работа художника по костюмам | Кеннет И, Вэй Минг Яу                                            | Номинация |
| 15-я Гонконгская кинопремия | Лучшая песня                        | Композитор: Алекс Сан • Слова: Эрик Ли • Исполнитель: Касс Пханг | Победа    |